# 저스틴 웰비
저스틴 포털 웰비(영어: Justin Portal Welby)는 영국 성공회의 캔터베리 대주교이다. 복음주의 성향으로 알려져 있고, 2015년 이주노동자의 인권을 위해서 일하는 사회선교기관인 대한성공회 서울교구 남양주 샬롬의 집을 방문하여, 사회적 약자들인 이주노동자들을 축복하고 함께 감사성찬례를 드렸다.